# Notiosterrha interalbulata
Notiosterrha interalbulata är en fjärilsart som beskrevs av W. Warren 1904. Notiosterrha interalbulata ingår i släktet Notiosterrha och familjen mätare. Inga underarter finns listade i Catalogue of Life.